# ロンボク島地震 (2018年7月)
ロンボク島地震（ロンボクとうじしん、インドネシア語: Gempa bumi Lombok）は、2018年7月29日朝インドネシアのロンボク島で発生したモーメント・マグニチュード（Mw）6.4の地震である。

## 被害
死者20人と数百人の負傷者を出した。遠くバリ島にまで揺れが確認され、バリ島の寺院や地方裁判所にも被害がでた。
地震後、ロンボク全域で停電し、電話なども不通となった。
リンジャニ山で地滑りが起き、ハイカー826人が一時救助を待つこととなった。

## 関連地震
インドネシア国家防災庁（BNPB）によると、8月4日まで余震を500回以上（Mw 5以上も複数回）観測した。
7日後の8月5日、近くでMw6.9のロンボク島地震 (2018年8月5日) が発生し、これを上回る被害をもたらした。また、その14日後にもMw6.9のロンボク島地震 (2018年8月19日) が発生した。